# De Pele, Alma e Coração
De Pele, Alma e Coração é o segundo álbum ao vivo do cantor brasileiro Eduardo Costa, lançado em 24 de fevereiro de 2011 em CD, DVD e blu-ray pela Sony Music, sendo o primeiro lançamento do cantor pela gravadora. Foi gravado em 2 de outubro de 2010 no Credicard Hall, São Paulo e contou com as participações especiais de Belo, Paula Fernandes e da dupla Alex & Konrado. O álbum foi certificado com disco de ouro, pelas mais de 25 mil cópias vendidas.

## Faixas
| CD  |                                           |         |  |
| N.º | Título                                    | Duração |  |
| 1.  | "Quem É?"                                 |         |  |
| 2.  | "Pele, Alma e Coração"                    |         |  |
| 3.  | "Pé de Macaco"                            |         |  |
| 4.  | "Ela Saiu à Francesa"                     |         |  |
| 5.  | "Paguei pra Ver"                          |         |  |
| 6.  | "Nenhuma Esperança"                       |         |  |
| 7.  | "Tomara a Deus"                           |         |  |
| 8.  | "Meu Grito de Amor" (ft. Paula Fernandes) |         |  |
| 9.  | "Eu Quero te Amar"                        |         |  |
| 10. | "Sou Seu Fã Nº 1"                         |         |  |
| 11. | "Solidão por Perto"                       |         |  |
| 12. | "Vontade Dividida"                        |         |  |
| 13. | "Primeiro de Abril" (ft. Belo)            |         |  |
| 14. | "Cachaceiro"                              |         |  |
| 15. | "Diz Que é Mentira"                       |         |  |
| 16. | "Tem Tudo a Ver"                          |         |  |

| DVD |                                           |         |  |
| N.º | Título                                    | Duração |  |
| 1.  | "Cada Dia Eu te Quero Mais"               |         |  |
| 2.  | "Pele, Alma e Coração"                    |         |  |
| 3.  | "Solidão por Perto"                       |         |  |
| 4.  | "Amores Imortais"                         |         |  |
| 5.  | "Ela Saiu à Francesa"                     |         |  |
| 6.  | "Quem É?"                                 |         |  |
| 7.  | "Não Valeu pra Você"                      |         |  |
| 8.  | "Meu Grito de Amor" (ft. Paula Fernandes) |         |  |
| 9.  | "Pé de Macaco"                            |         |  |
| 10. | "Amor Distante / Lembranças"              |         |  |
| 11. | "Você Foi Atriz"                          |         |  |
| 12. | "Tomara a Deus"                           |         |  |
| 13. | "A Carta"                                 |         |  |
| 14. | "Melhor ou Pior"                          |         |  |
| 15. | "Ponto Final" (ft. Alex & Konrado)        |         |  |
| 16. | "Meu Universo é Você / Volta pra Mim"     |         |  |
| 17. | "Vontade Dividida"                        |         |  |
| 18. | "Paguei pra Ver"                          |         |  |
| 19. | "Diz Que é Mentira"                       |         |  |
| 20. | "Tem Tudo a Ver"                          |         |  |
| 21. | "Primeiro de Abril" (ft. Belo)            |         |  |
| 22. | "Nenhuma Esperança"                       |         |  |
| 23. | "Sou Seu Fã Nº 1"                         |         |  |
| 24. | "Eu Quero te Amar"                        |         |  |
| 25. | "Cachaceiro"                              |         |  |
| 26. | "Nem Dormindo Consigo te Esquecer"        |         |  |
| 27. | "Eu Aposto"                               |         |  |

## Certificações

### DVD
| País          | Certificação | Data | Certificado de vendas |
| ------------- | ------------ | ---- | --------------------- |
| Brasil - ABPD | Ouro         | 2011 | 25,000                |

### Meu Grito de Amor
| País          | Certificação | Data | Certificado de vendas |
| ------------- | ------------ | ---- | --------------------- |
| Brasil - ABPD | Ouro         | 2013 | 50,000                |